# (11942) Guettard
(11942) Guettard (1993 NV) – planetoida z pasa głównego asteroid okrążająca Słońce w ciągu 4,87 lat w średniej odległości 2,87 j.a. Odkryta 12 lipca 1993 roku.